# Almedíjar
Almedíjar település Spanyolországban, Castellón tartományban. Almedíjar Aín, Azuébar, Castellnovo, Soneja, Algimia de Almonacid, Vall de Almonacid és Marines községekkel határos. Lakosainak száma 288 fő (2024).

## Népesség
A település népessége az elmúlt években az alábbi módon változott:
| Lakosok száma | 273  | 270  | 272  | 252  | 306  | 261  | 281  | 254  | 254  | 288  |
|               | 2001 | 2004 | 2006 | 2009 | 2011 | 2014 | 2016 | 2019 | 2021 | 2024 |